# Tour Air²
 (avril 2017).
La tour Air2 était un projet de gratte-ciel de bureaux dans le quartier d'affaires de La Défense à Courbevoie (Hauts-de-Seine, France). Il était prévu que la tour Air2 soit construite à la place de la tour Aurore qui devait être déconstruite. La tour aurait accueilli jusqu'à 5 000 personnes et visait les certifications environnementales HQE et THPE.

## Le projet
Les normes de la tour Aurore devenues obsolètes, de nombreux étages restaient inoccupés. Les groupes BNP Paribas et Bouygues immobilier ont donc imaginé deux projets : l'un de restructuration d'Aurore, l'autre de reconstruction. C'est ce dernier, retenu par l'EPAD, qui mène à la construction de la tour Air2.
En janvier 2010, l'EPAD a approuvé les conditions de cession du droit à construire.
En avril et mai 2011, une enquête publique a été menée pour la délivrance du permis de construire par la mairie de Courbevoie. De plus, une convention spécifique a été mise en place conjointement avec l'investisseur The Carlyle Group afin d'informer et d'accompagner les riverains tout au long du projet.
Le 13 avril 2012, l'EPADESA a approuvé la vente du terrain au fonds américain Carlyle. La prochaine étape est la signature de la promesse de vente.
Fin octobre 2012, le Directeur Général de l'EPADESA, Philippe Chaix, a déclaré que l'établissement signerait l'acte de vente avec Carlyle au printemps 2013. Les travaux de déconstruction de la tour Aurore sont prévus dans les prochains mois. Le projet fait actuellement l'objet d'un recours juridique déposé par des habitants de l'immeuble Vision 80 sur la base d'un problème lié à l'acheminement d'un groupe électrogène de l'immeuble de logement.
C'est finalement en 2018 que le projet est abandonné, la tour Aurore qui devait être détruite a été vendue finalement au fond Aermont, signant la fin de ce projet.

## Étapes du projet
Voici la liste des grandes étapes du projet, fournie par la mairie de Courbevoie:
- étape 1 : printemps 2011 : enquête publique ;
- étape 2 : 4e trimestre 2011 : début des travaux ;
- étape 3 : 4e trimestre 2013 : démolition ;
- étape 4 : 2014-2017 : travaux de reconstruction ;
- étape 5 : 2017 : livraison de la tour.

## Architecture
La tour est particulièrement originale avec une silhouette évasée proposant des plateaux plus larges en haut qu'en bas, d'où son surnom « la Tulipe ». L'ensemble immobilier se comprend comme la compression de trois tours en suspension s'évasant dans l'espace aérien alentour.
Air2 sera intégrée à son environnement, ouverte sur l'espace public, dotée de fonctions commerciales et d'animation en pied de tour, avec des liaisons douces vers le parvis de La Défense et un accès plus facile sous la dalle. Le pied de la tour a été particulièrement réfléchi pour reposer sur trois niveaux différents : la place des Reflets, celle de l'Iris et la future place située au pied de la Tour D2, dont la livraison est prévue pour mi-2014